# Hempstead (Texas)
Hempstead település az Amerikai Egyesült Államok Texas államában, Waller megyében, melynek megyeszékhelye is. Lakosainak száma 5430 fő (2020. április 1.).

## Népesség
A település népességének változása:

| 2010 | 5 770 |
| 2020 | 5 430 |